# Karta QSL

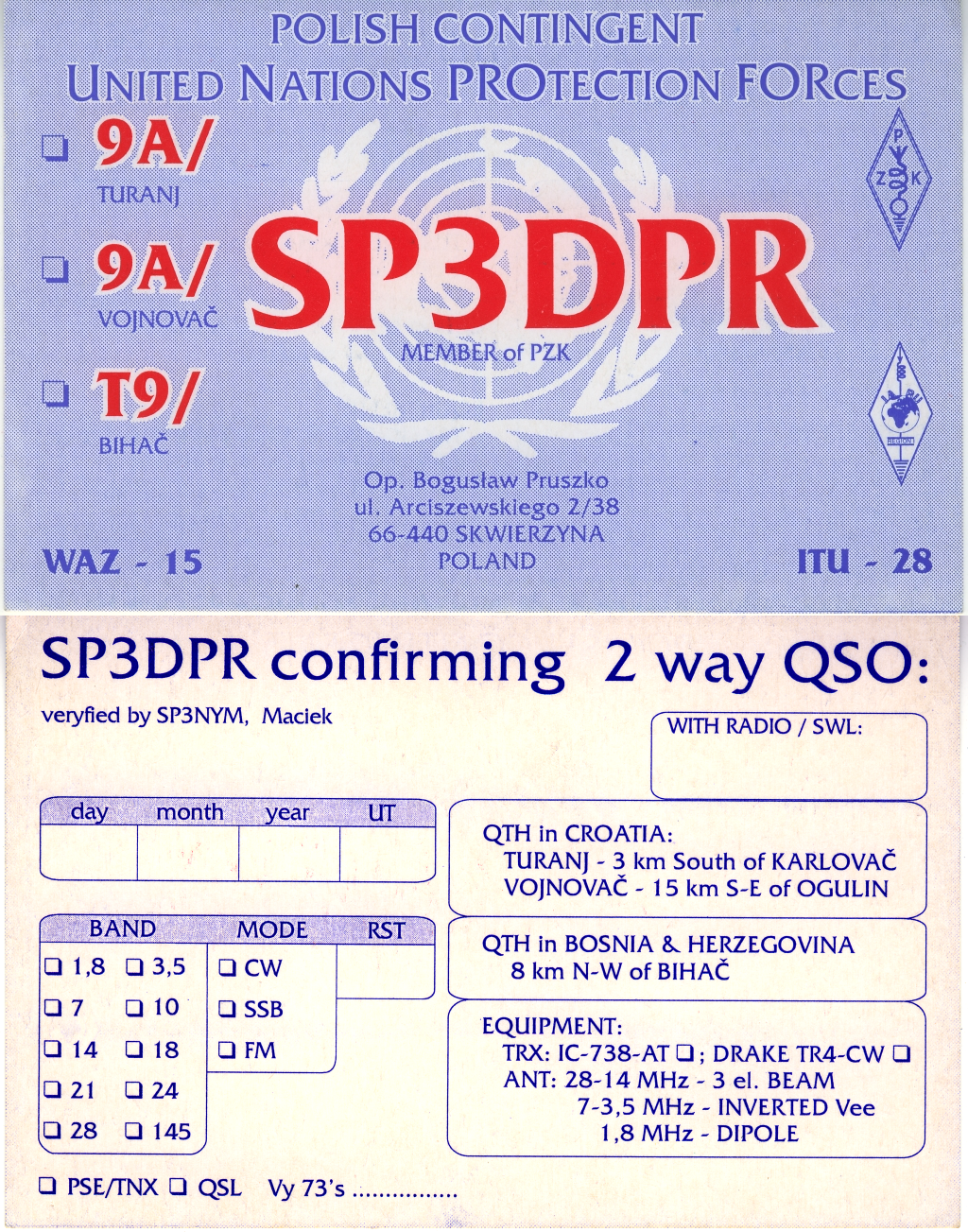
Karta QSL Bogusława SP3DPR

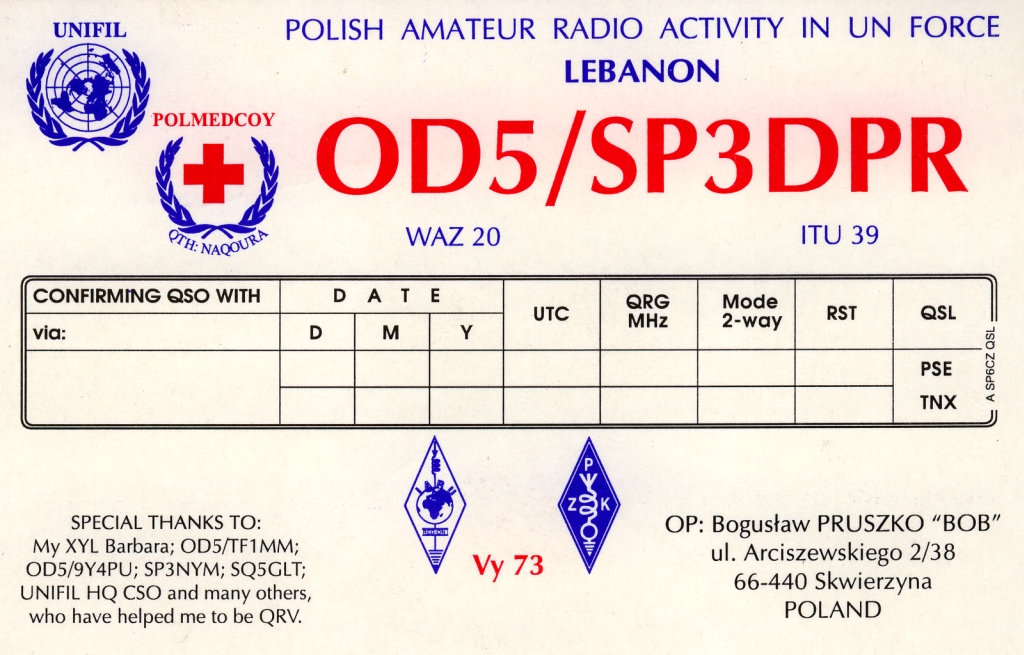
Karta QSL Bogusława SP3DPR, awers

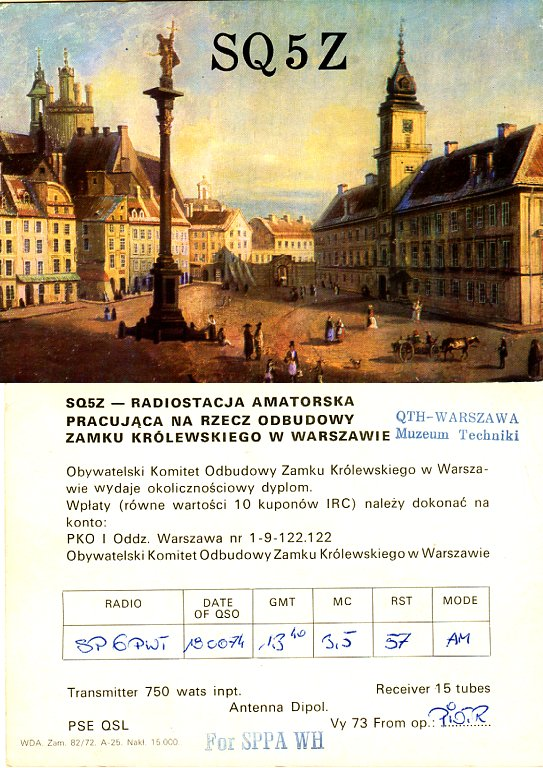
Karta stacji okolicznościowej SQ5Z pracującej na rzecz odbudowy Zamku Królewskiego w Warszawie, potwierdzająca łączność z klubem krótkofalarskim SP6PWT.

Karty QSL – karty, które są potwierdzeniem nawiązania amatorskiej łączności radiowej, zarówno przez krótkofalowców, jak i użytkowników CB radio. Karty QSL są także potwierdzeniem nasłuchu dla SWL, wysyłają je również komercyjne stacje radiowe, a nawet niektóre radiolatarnie bezkierunkowe. Nazwa karty pochodzi z używanego w telegrafii i krótkofalarstwie kodu Q, w którym sekwencja QSL oznacza „potwierdzenie odbioru”.
Wymiany kart dokonuje się pocztą lub (częściej) za pomocą tzw. biur QSL (QSL bureau), afiliowanych przy narodowych organizacjach krótkofalarskich. Biura QSL z reguły obsługują członków bezpłatnie (w ramach składki członkowskiej).
Karta QSL jest w środowisku krótkofalarskim uważana za oficjalne (mające charakter dokumentu) potwierdzenie przeprowadzonej łączności i często jest niezbędnym załącznikiem do wniosku o wydanie dyplomu krótkofalarskiego.

## Dane
Informacje, które powinny zostać w sposób czytelny podane na karcie QSL, to (kolejność, rozmieszczenie i forma dowolna):
1. znak wywoławczy stacji
2. imię operatora
3. znak wywoławczy korespondenta
4. tekst o potwierdzeniu obustronnej łączności
5. rodzaj emisji (AM, FM, SSB, CW, RTTY, PACKET, SSTV itp.)
6. pasmo – zaleca się podanie częstotliwości w MHz
7. raport RS lub RST, określający jakość i siłę sygnału korespondenta
8. datę i godzinę rozpoczęcia łączności – obowiązuje czas UTC
9. własnoręczny podpis operatora

Poza tymi informacjami (które w środowisku krótkofalarskim uznawane są za niezbędne minimum dokumentacji przeprowadzonej łączności) na karcie QSL mogą znaleźć się także: adres, położenie geograficzne, nazwa i typ radiostacji oraz mikrofonu, typ anteny, wysokość jej umieszczenia nad poziomem morza, temperaturę powietrza, moc, z jaką łączność została wykonana itp.

## Wygląd
Fizycznie karta QSL ma postać zbliżoną do pocztówki. Projekt graficzny jest wynikiem inwencji posiadacza radiostacji i niejednokrotnie karty QSL mają bardzo atrakcyjny wygląd. Popularne jest umieszczanie na kartach QSL grafiki, zdjęć operatora lub jego sprzętu itp.
Karty QSL wysyłane za pośrednictwem PZK muszą mieć wymiar 9 cm na 14 cm. Jest to także standard przyjęty przez IARU.

## Historia karty QSL
Pomysł na wysyłanie kart pocztowych w celu potwierdzenia odbioru (a później także łączności) pojawiał się w historii kilkukrotnie. Po raz pierwszy potwierdzenie przeprowadzonej łączności w takiej formie zostało prawdopodobnie wysłane przez 8VX z Buffalo w stanie Nowy Jork do 3TQ w Filadelfii w stanie Pensylwania. Karta znana dziś (ze znakiem wywoławczym, datą, częstotliwością przeprowadzenia łączności/nasłuchu itp.) została prawdopodobnie rozpowszechniona w 1919 przez 8UX w Akron w stanie Ohio. W Europie po raz pierwszy została wysłana przez Williama "Billa" Corshama – 2UV, kiedy pracował z Harlesden w Wielkiej Brytanii w 1922.